# Adrie Koster
Pour les articles homonymes, voir Koster.
Adrie Koster est un footballeur néerlandais devenu entraîneur, né le 18 novembre 1954 à Zierikzee (Pays-Bas).

## Biographie

### Carrière de joueur
Cet ancien ailier droit a été international néerlandais a trois reprises. Il a joué au Roda JC et au PSV Eindhoven.

### Carrière d'entraîneur
Dans un premier temps, il exerce la fonction d'entraîneur adjoint au Eindhoven VV pendant un an (1985-1986) puis au Willem II Tilburg au cours de quatre saisons (1986-1990). Pour ensuite devenir, dans un second temps, technicien dans les principaux clubs de son pays: Willem II Tilburg (1990-1991), Roda JC (1991-1993), Helmond Sport (1993-1995), TOP Oss (1995-1997), Excelsior Rotterdam (1997-2003), VVV Venlo (2004-2005), RKC Waalwijk (2005-2006), Ajax Amsterdam (2006-2009)
Il est l'entraîneur du FC Bruges à partir de juillet 2009.  
Le 30 octobre 2011, au lendemain d'une improbable défaite 4-5 face au KRC Genk, il paye son incapacité à conserver un résultat et est licencié par le FC Bruges. Les fans conserveront de lui l'image d'un gentleman ayant réussi à redonner au FC Bruges un football offensif et chatoyant.
Le 13 avril 2012, il signe un contrat de deux ans avec le club anversois du Beerschot. Le 29 novembre 2012, il est remercié par le club à la suite des mauvais résultats de l'équipe. 
Le 24 juin 2013, il signe un contrat de deux ans avec le Club africain. Pourtant classé en tête du championnat, il est démis de ses fonctions à la tête du club tunisien. 
Après cet exil sur le continent africain, il retourne aux Pays-Bas, pour prendre en main les espoirs néerlandais en signant un contrat jusqu'en 2017 avec comme objectif la qualification pour l'Euro 2015. Koster succède à Albert Stuivenberg à ce poste parti à Manchester United pour accompagner Louis van Gaal comme assistant. Les jeunes néerlandais, forts des résultats obtenus, sont premiers de leur groupe de qualification devant la Slovaquie avec 4 points de plus. Malgré cette avance et l'arrivée de Koster, l'équipe perd les derniers matchs et termine deuxième derrière les Slovaques. Face au Portugal en barrages, les Pays-Bas sont battus deux fois pour un score cumulé de 7-4 et ne participe pas à l'Euro 2015. Devant cette contre-performance, Adrie Koster démissionne de son poste avec aucune victoire à la tête des Jong Orange.
Un mois plus tard, il devient adjoint de son compatriote Huub Stevens au club allemand du VfB Stuttgart avec pour mission d'éviter la relégation du club en D2. À l'issue de la saison, Stevens et Koster quitte la formation en ayant maintenu l'équipe. Sans club, il accepte en août 2015 d'épauler Bert van Marwijk en étant sélectionneur adjoint de la sélection saoudienne.